# Edward Toms
Edward James Toms (11. december 1899 – 2. januar 1971) var en britisk atlet som deltog i de olympiske lege 1924 i Paris.
Toms vandt en bronzemedalje i atletik under OL 1924 i Paris. Han var med på det britiske stafethold som kom på en tredje plads i disciplinen 4 x 400 meter, mænd med tiden 3.17,4 bagefter USA som vandt med 3.16,0 hvilket var en ny verdensrekord, Sverige blev nummer to. De andre på holdet var Richard Ripley, George Renwick og Guy Butler.